# San Policarpo (titolo cardinalizio)
San Policarpo (in latino: Titulus Sancti Polycarpi) è un titolo cardinalizio istituito da papa Francesco il 14 febbraio 2015. Il titolo insiste sulla chiesa di San Policarpo.
Dal 14 febbraio 2015 il titolare è il cardinale Alberto Suárez Inda, arcivescovo emerito di Morelia.

## Titolari
- Alberto Suárez Inda, dal 14 febbraio 2015